# Чижевський Олександр Павлович
Олекса́ндр Па́влович Чиже́вський (9 березня 1956, с. Зарічне Рівненської області) — український архітектор, заслужений архітектор України (1995), президент Національної спілки архітекторів України (з 2020 року по теперішній час), кандидат архітектури (1989), лауреат Державної премії України в галузі архітектури (2006), член Української Академії Архітектури.

## Біографія
Олександр Чижевський здобув вищу освіту з відзнакою у Київському державному художньому інституті (нині Національна академія образотворчого мистецтва і архітектури) в 1979-му році за спеціальністю «Архітектура». Свою професійну кар'єру він розпочав у 1979 році в Державному підприємстві «Укрнпіцивілбуд» у Києві, де працював до 2018 року.
З 2018 року і дотепер Олександр Павлович обіймає посаду директора ТОВ «Укрнпіцивілбуд» у селі Софіївська Борщагівка Київської області.

## Нагороди
- 1989 — науковий ступінь кандидата архітектури
- 1995 — Заслужений архітектор України
- 2004 — Почесна грамота Кабінету Міністрів України
- 2006 — Лауреат Державної премії України в галузі архітектури

Олександр Чижевський також є членом Української академії архітектури.